# Nedašov
Nedašov är en ort i Tjeckien.   Den ligger i regionen Zlín, i den östra delen av landet, 290 km öster om huvudstaden Prag. Nedašov ligger 402 meter över havet och antalet invånare är 1 428.
Terrängen runt Nedašov är huvudsakligen lite kuperad. Nedašov ligger nere i en dal. Runt Nedašov är det ganska glesbefolkat, med 23 invånare per kvadratkilometer. Närmaste större samhälle är Valašské Klobouky, 5,8 km nordväst om Nedašov. I omgivningarna runt Nedašov växer i huvudsak blandskog.